# New Hampton (Missouri)
New Hampton è un comune degli Stati Uniti d'America, situato nello Stato del Missouri, nella contea di Harrison.